# Render farm

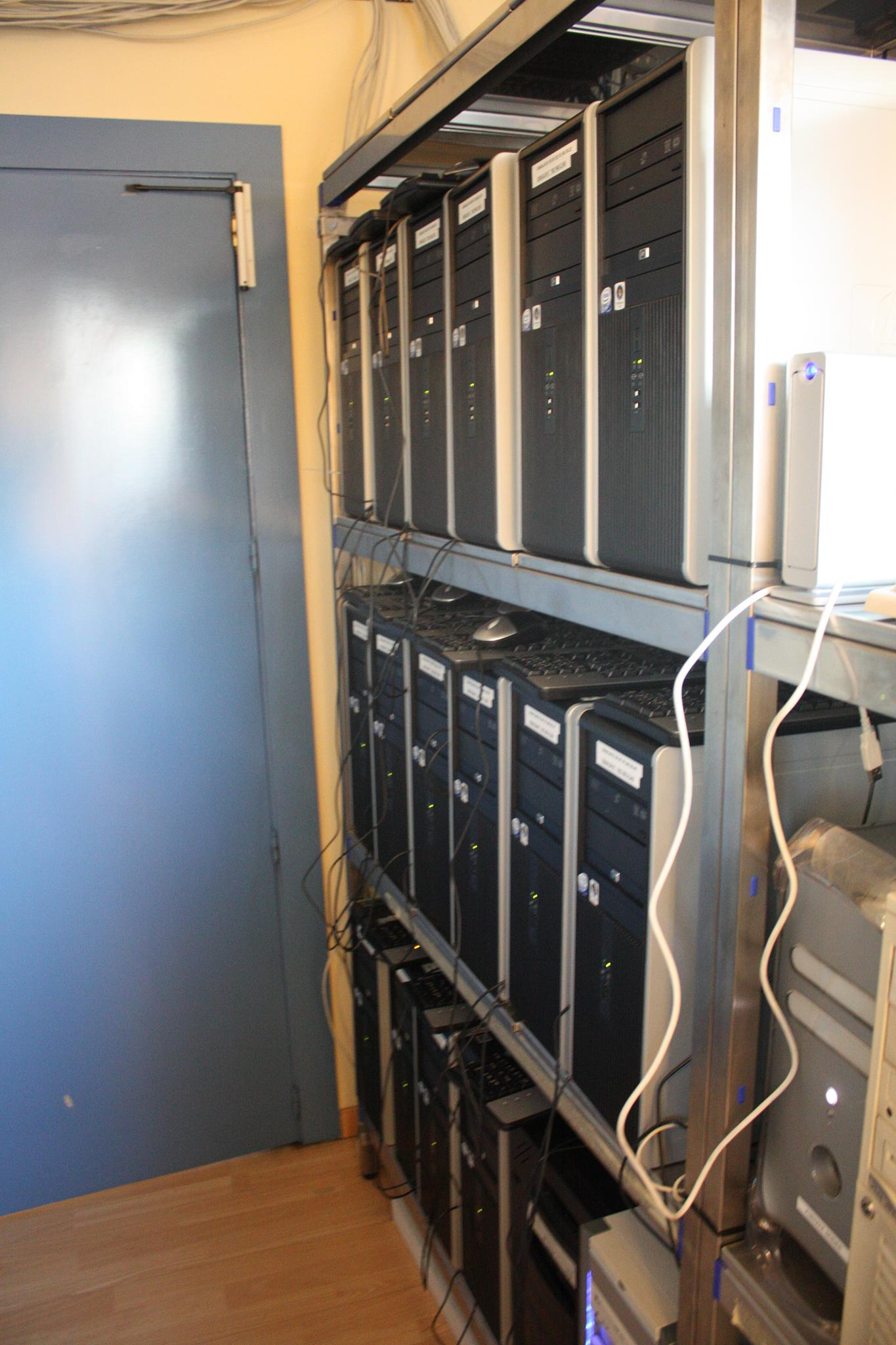
Uma render farm de uma empresa em Madrid.

Render farm é um cluster de computadores que tem a função de paralelizar o trabalho de renderização de imagens geradas através de computação gráfica. Este trabalho pode ser facilmente paralelizado pois a renderização de cada frame pode ser feita de modo independente dos demais, sendo necessário somente o compartilhamento dos modelos e texturas necessárias e a captação das imagens finalizadas.
Surgiram termos como Cluster e render distribuído agregado a este conceito.
Quando pensamos em filmes de 60 minutos a única forma de concretizar em tempo útil será através do recurso de parques informáticos (render farm) com 200, 300 ou mais máquinas, ligadas em rede, onde um servidor equaciona as prioridades e os jobs (trabalhos) a calcular nos diversos slaves.

## Fazendas de renderização na nuvem
As fazendas de renderização na nuvem aproveitam a escalabilidade e flexibilidade da computação em nuvem para oferecer serviços de renderização sob demanda, permitindo que os usuários distribuam tarefas por uma vasta rede de servidores virtualizados.
Essa abordagem proporciona vantagens significativas, como a capacidade de escalar recursos de forma dinâmica, eficiência de custos através de um modelo de pagamento conforme o uso e acessibilidade de qualquer local com conexão à internet. Esses serviços se integram perfeitamente aos pipelines de produção existentes, suportando diversos softwares de 3D e motores de renderização, sendo cada vez mais preferidos pela capacidade de lidar rapidamente com projetos complexos sem a necessidade de hardware local caro.

No entanto, as fazendas de renderização na nuvem também apresentam desafios, como o tempo necessário para enviar arquivos grandes, a possível escalada de custos para projetos extensos e a dependência de uma conexão de internet confiável. A segurança continua sendo uma preocupação crítica, com provedores de renome oferecendo medidas robustas para proteger a propriedade intelectual. Apesar desses desafios, a renderização na nuvem está se tornando uma ferramenta essencial em indústrias como cinema e jogos, oferecendo uma alternativa flexível e poderosa às fazendas de renderização tradicionais.